# Macropharyngodon
Macropharyngodon là một chi cá biển thuộc họ Cá bàng chài. Các loài trong chi này có phạm vi phân bố tập trung ở khu vực Ấn Độ Dương - Thái Bình Dương.

## Từ nguyên
Từ định danh của chi được ghép bởi 3 từ trong tiếng Hy Lạp: macro ("lớn"), pharynx ("hầu, họng") và odon ("răng"), hàm ý đề cập đến răng nanh chắc khỏe ở phía sau của hàm trên.

## Các loài
Có 12 loài được công nhận là hợp lệ trong chi này:
- Macropharyngodon bipartitus Smith, 1957
- Macropharyngodon choati Randall, 1978
- Macropharyngodon cyanoguttatus Randall, 1978
- Macropharyngodon geoffroy (Quoy & Gaimard, 1824)
- Macropharyngodon kuiteri Randall, 1978
- Macropharyngodon marisrubri Randall, 1978
- Macropharyngodon meleagris (Valenciennes, 1839)
- Macropharyngodon moyeri Shepard & Meyer, 1978
- Macropharyngodon negrosensis Herre, 1932
- Macropharyngodon ornatus Randall, 1978
- Macropharyngodon pakoko Delrieu-Trottin, Williams & Planes, 2014[4]
- Macropharyngodon vivienae Randall, 1978